# Пименов, Николай Степанович
Никола́й Степа́нович Пи́менов (24 ноября [6 декабря] 1812, Санкт-Петербург — 5 [17] декабря 1864, там же) — русский скульптор, последователь академического классицизма, один из основных петербургских ваятелей рубежа николаевской и пореформенной эпох, педагог; старший сын и ученик Степана Пименова. Академик (с 1842) и профессор (с 1854), руководитель скульптурного класса (с 1855) Императорской Академии художеств; наставник Марка Антокольского и Фёдора Каменского.

## Биография
Родился в Петербурге. Учился в петербургской Академии художеств в 1824—1833 годах у отца и С. И. Гальберга (1787—1839). Во время учёбы получал медали Академии: малая серебряная (1829, 1830), большая серебряная (1831, 1832 — за барельеф «Юпитер и Меркурий посещают Филемона и Бавкиду в виде странников»), малая золотая (1833 — за программу «Гектор упрекает Париса за то, что он, оставшись с Еленою, не участвовал в сражении против греков под Троей»). Получил аттестат на звание классного художника (1833). Был пенсионером при Академии в 1833—1836 годах.
В 1836 году на очередной выставке в Петербургской академии художеств появились две превосходно выполненные статуи необычной тематики для скульптуры того времени: «Юноша, играющий в бабки» и «Юноша, играющий в свайку». Их исполнили недавние выпускники академии Николай Пименов и Александр Логановский. Работа молодых скульпторов получила большую золотую медаль и была воспета Пушкиным.
В 1837 году Николай Пименов, как получивший большую золотую медаль, был отправлен за казённый счет за границу. В этом же году, посетив некоторые города Германии, он отправился в Италию. В Риме и во Флоренции он изучал классическое искусство, много занимаясь лепкой с натуры. Здесь он познакомился с деятельностью ряда скульпторов того времени.
В 1842 году Пименов создаёт статую «Мальчик, просящий милостыню». Статую отметил и живший в то время в Риме художник Александр Ива́нов. В 1844 году за это произведение Пименову присваивается звание академика.
Осенью 1850 года Пименов вернулся на родину. В Петербурге он работал над скульптурными композициями «Воскресение» и «Преображение». Отлив из бронзы, их поместили в аттиках малых иконостасов внутри Исаакиевского собора. За исполнение этих композиций Пименову в 1854 году присвоили звание профессора. Вскоре он был назначен на должность штатного профессора скульптуры 2-й степени Академии художеств, а также членом Совета Академии. Преподавал в Академии художеств в 1856—1864 годах. Имел чин коллежского советника.

### Могила
Умер в Петербурге. Был похоронен рядом с отцом на Смоленском православном кладбище. В ноябре 1883 года на могиле был установлен памятник, представлявший собой стелу из серого мрамора с бронзовым бюстом Пименова и надписью «Профессор скульптуры Николай Степанович Пименов», «1812—1864». Проект памятника составил архитектор Леонтий Бенуа, автор скульптуры — Иван Подозеров. 
В 1936 году останки отца и сына Пименовых были перезахоронены в Александро-Невской лавре на Тихвинском кладбище — Некрополе мастеров искусств. К этому моменту мраморная стела с бронзовым бюстом были уже утрачены (по версии Ю. М. Пирютко, бюст был снят с надгробия и передан в Русский музей). В 1939 году Музеем городской скульптуры было установлено новое надгробие с использованием гранитного жертвенника работы неизвестного мастера 1830-х годов.

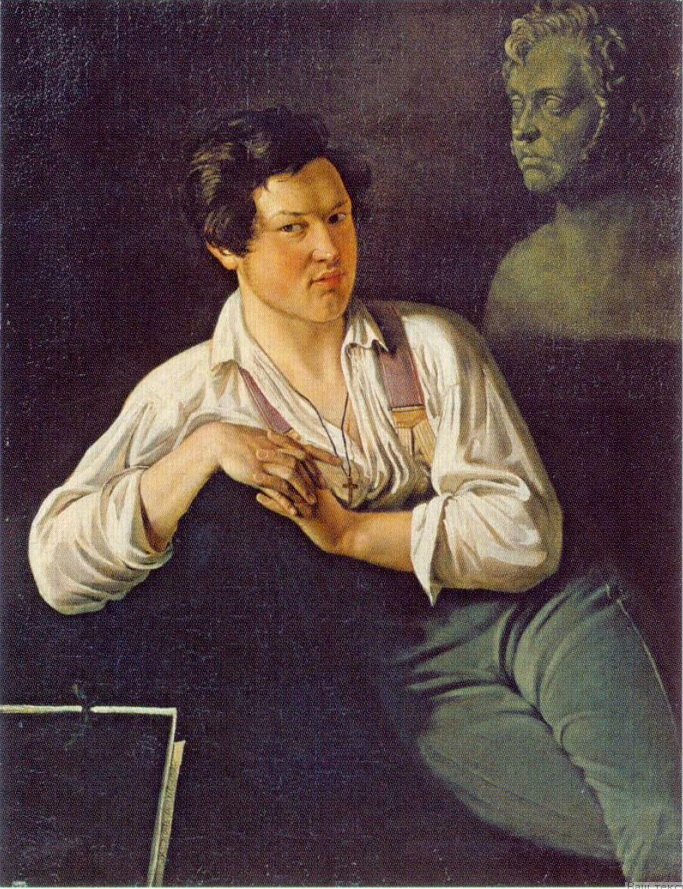
М. И. Скотти. Портрет Н. С. Пименова. 1835
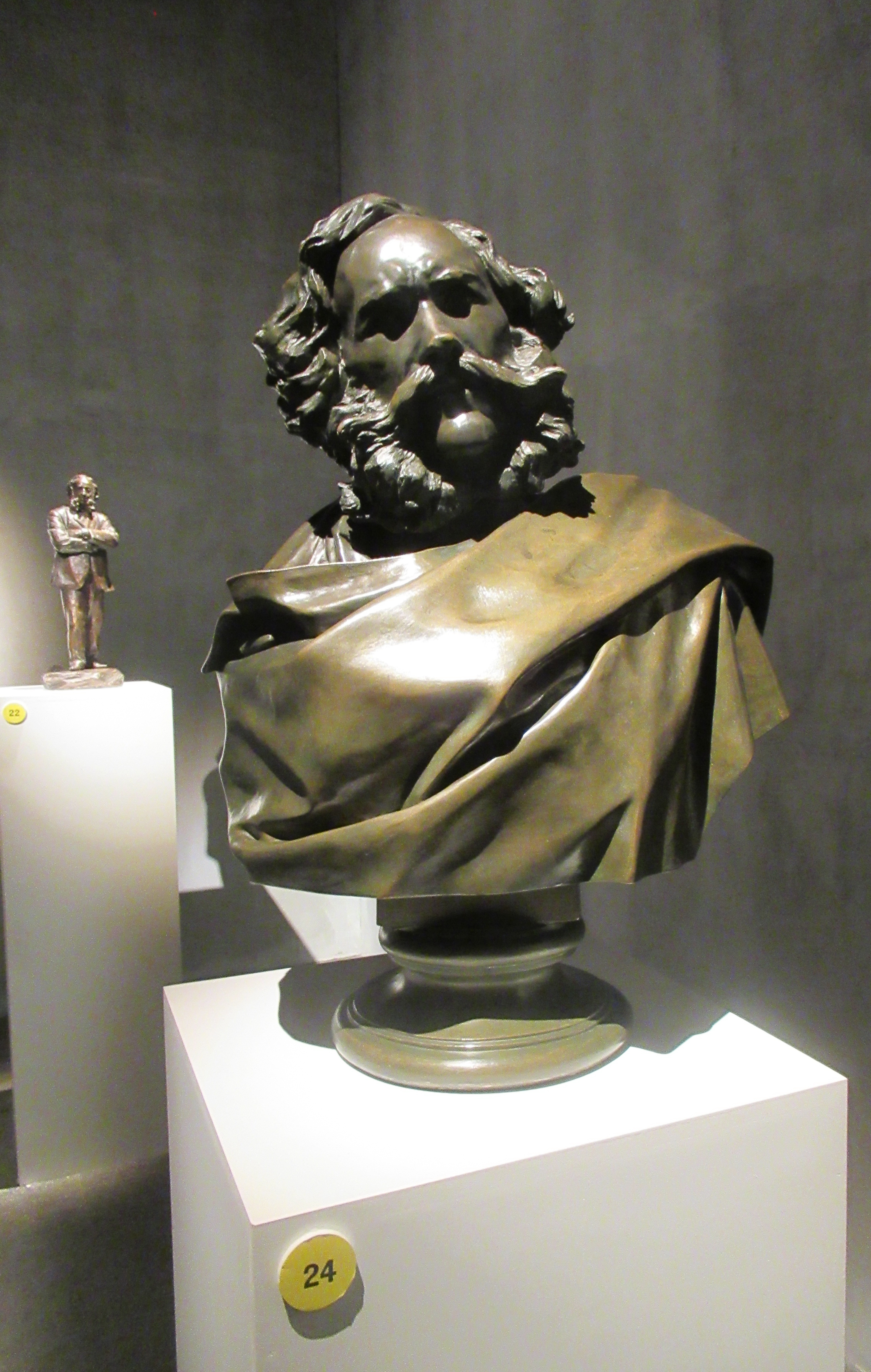
И. И. Подозеров. Бюст Н. С. Пименова. 1867
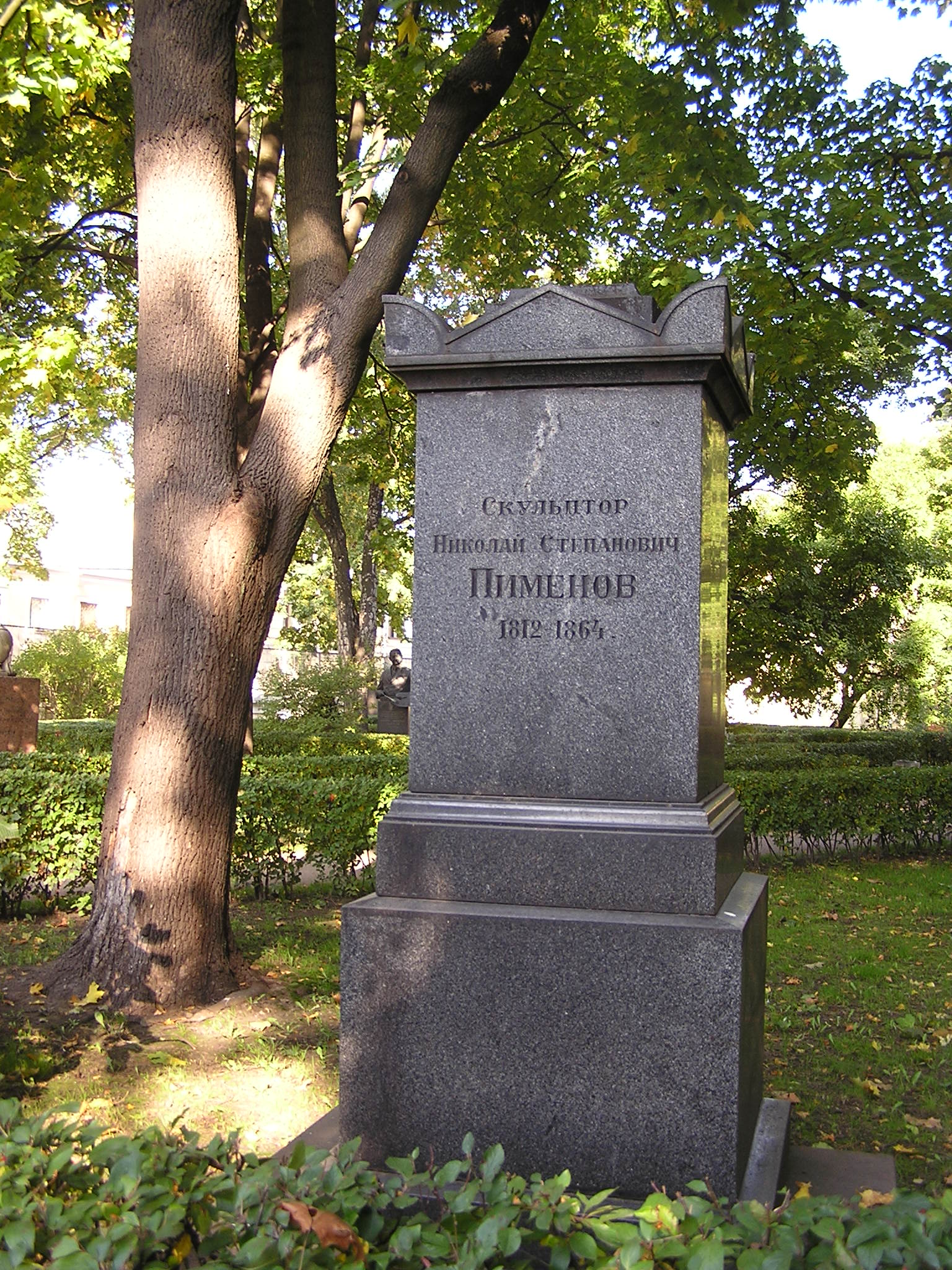
Тихвинское кладбище Александро-Невской Лавры. Некрополь мастеров искусств

## Творчество
Как представитель позднего классицизма Н. Пименов в своих произведениях (преимущественно станковые композиции, портреты, памятники) стремился внести в классицистическую скульптуру национальные и жанровые мотивы.
Николай Степанович был учителем многих известных скульпторов пореформенной эпохи: М. М. Антокольского, М. А. Чижова, М. В. Харламова, Ф. Ф. Каменского, М. П. Попова, И. И. Подозерова, Н. А. Лаверецкого, В. П. Крейтана.
Кроме ваяния, Николай Пименов занимался (преимущественно во время пребывания своего в Италии) и живописью. В музее Академии художеств имеются две его картины — «Христос» и «Голова итальянца-монаха».

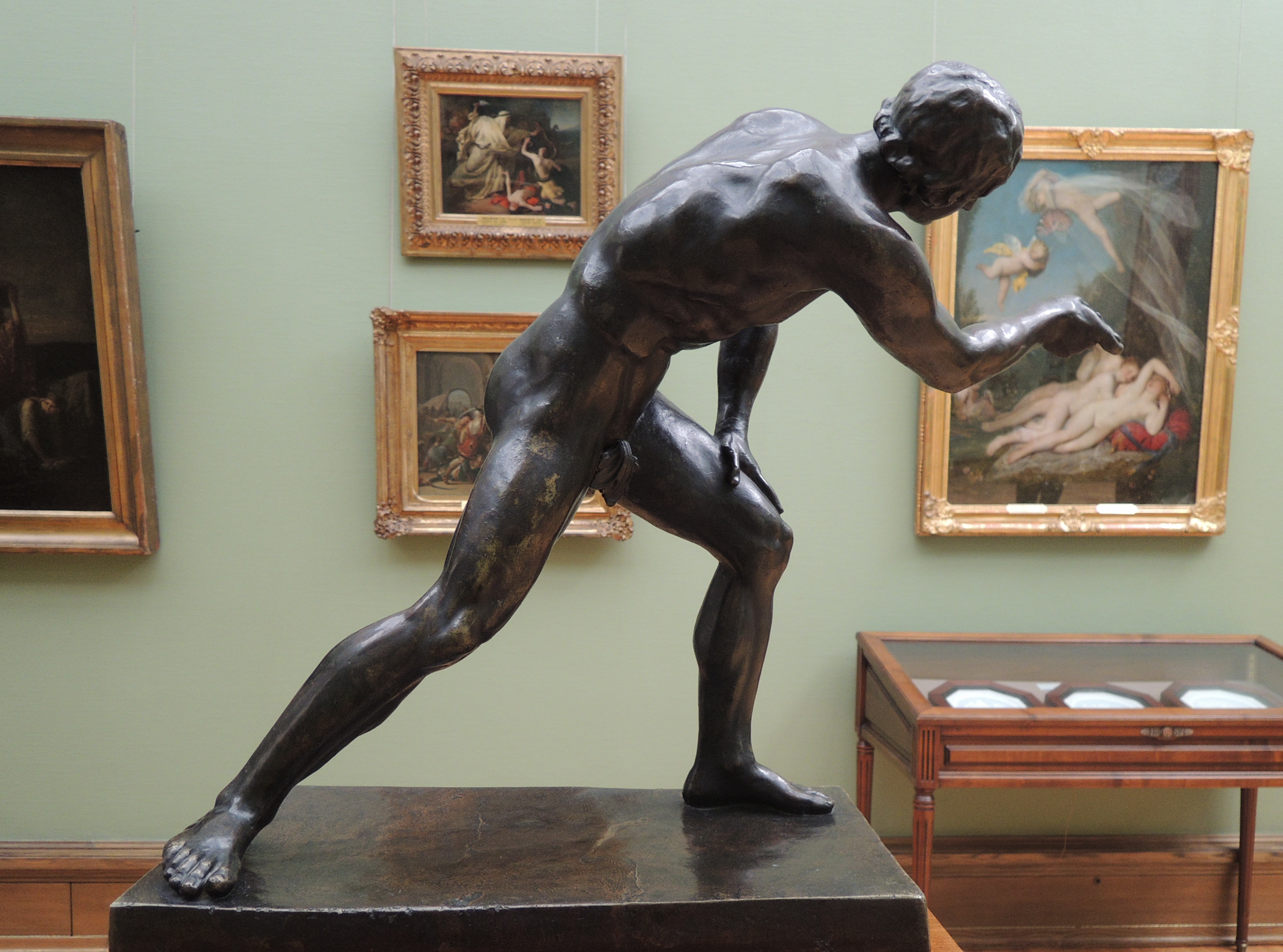
Юноша, играющий в бабки. 1836
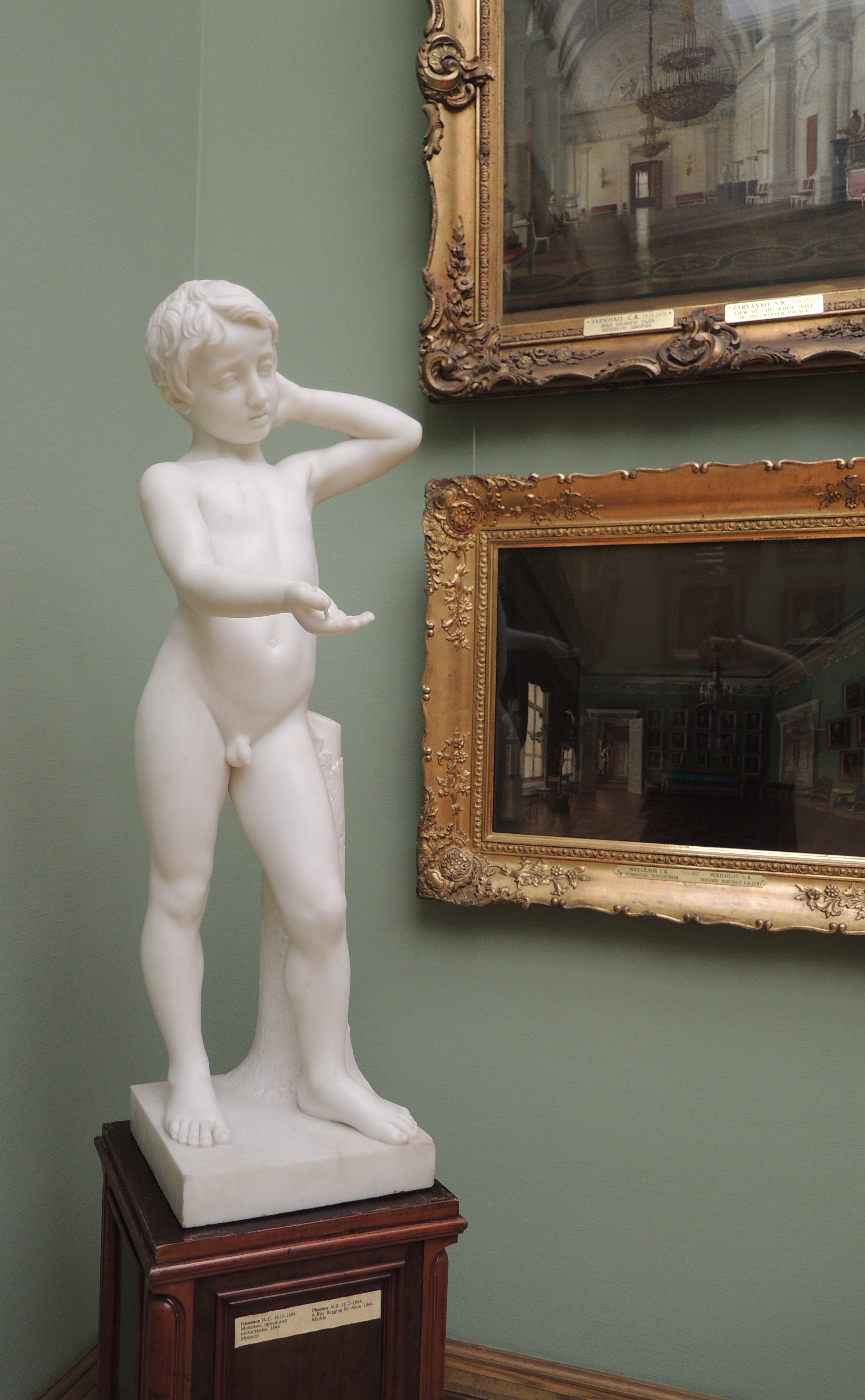
Мальчик, просящий милостыню. 1844
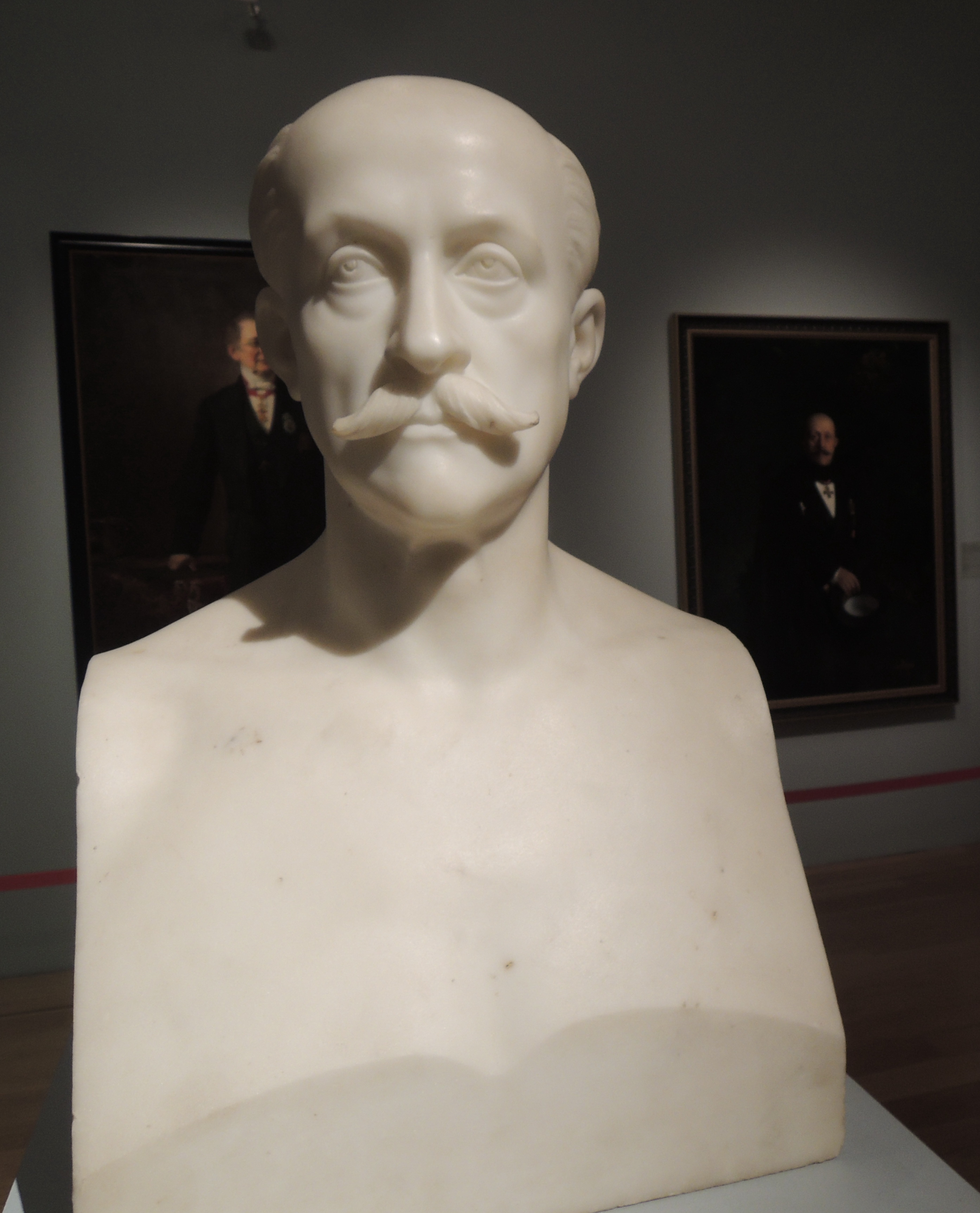
Бюст Александра Черткова, 1863
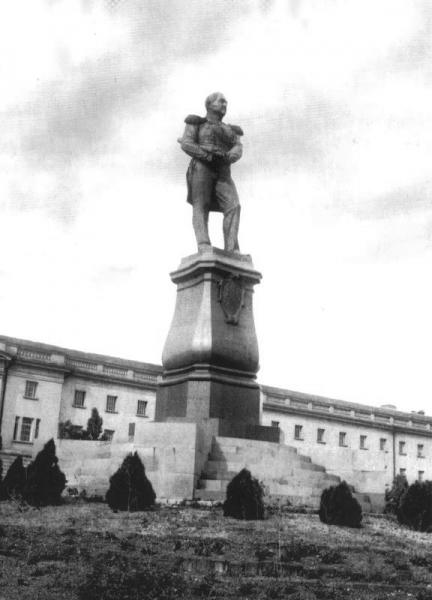
Памятник М. П. Лазареву в Севастополе, 1866, совместно с  И. И. Подозеровым